# Virginio Rognoni
Virginio Rognoni (Corsico, 5 agosto 1924 – Pavia, 20 settembre 2022) è stato un politico italiano.

## Biografia

### Origini e formazione
Figlio di un notaio, diplomato presso il liceo classico Ugo Foscolo di Pavia, già da giovane si distinse in attività antifasciste. Durante i suoi studi universitari fu alunno a Pavia dello storico Collegio Ghislieri (1946-47) e si laureò in giurisprudenza nel novembre del 1947 all'Università degli Studi di Pavia. Nel 1949 Vinse una borsa di studio afferente al Programma Fulbright alla Yale University. Allievo e assistente di Enrico Tullio Liebman, nel 1958 conseguì la libera docenza di diritto processuale civile. Insegnò istituzioni di diritto processuale alla facoltà di giurisprudenza dell'ateneo pavese. Esercitò anche la professione di avvocato.

### Carriera e incarichi politici
Aderì e divenne un importante esponente della Democrazia Cristiana, venendo eletto a Pavia, ove fu consigliere comunale dal 1960 al 1964 e vicesindaco nonché assessore all'urbanistica dal 1964 al 1967. Successivamente è approdato alla politica nazionale, venendo eletto deputato alla Camera per sette legislature (dal 1968 al 1994).
È stato vicepresidente della Camera dei deputati dal 1976 al 1978.

#### Ministro dell'interno
Dopo le dimissioni di Francesco Cossiga da ministro dell'interno a seguito dell'assassinio di Aldo Moro, fu nominato al suo posto, restando in carica dal 1978 al 1983. In qualità di ministro ha affrontato i difficili anni della lotta armata e della violenza terrorista (i cosiddetti anni di piombo).
Assunse il dicastero quando in Italia si contavano più di 200 organizzazioni terroristiche attive (nel 1979 si registrò la cifra record di 659 attentati); ebbe a dichiarare nel 1998, audito dalla Commissione stragi, che al momento dell'entrata in carica, ad effetto del caso Moro, erano fra le priorità quelle «ad un tempo di rassicurare l’opinione pubblica e di mettere in qualche modo inquietudine dentro le formazioni brigatiste». Per questo ebbe l'idea di un gruppo interforze specificamente dedicato, alla cui guida chiamò il generale dei Carabinieri Carlo Alberto dalla Chiesa, in passato protagonista di azioni importanti fra le quali gli arresti di Renato Curcio e Alberto Franceschini. Dalla Chiesa, nella qualità di «Coordinatore delle forze di polizia e degli agenti informativi per la lotta contro il terrorismo», rispondeva direttamente a Rognoni.
In breve tempo il gruppo giunse a scoprire il covo brigatista di via Monte Nevoso, a Milano, nel quale a seguito di irruzione non solo furono tratti in arresto gli occupanti, ma al termine di una perquisizione durata 5 giorni fu reperito il Memoriale Moro. Anni dopo, nello stesso appartamento, fu reperita una seconda tranche di documenti nascostivi dai brigatisti. Rognoni in seguitò definì gli arrestati "tutta la commissione strategica" dell'organizzazione terroristica, e sempre garantì «sulla base della lealtà e delle dichiarazioni del generale Dalla Chiesa e sulla base della lealtà e delle dichiarazioni del giudice Pomarici» (il giudice che si occupò sia del primo che del secondo ritrovamento di carte nello stesso covo) che i documenti non erano stati parzialmente occultati o sottratti. In altra sessione della Commissione Stragi, il generale Bozzo, collaboratore di Dalla Chiesa confermò la regolarità delle operazioni, sia pure da posizioni di malcelata critica nei confronti del suo superiore.
Sul fronte del contrasto alla criminalità organizzata, Rognoni fu promotore insieme a Pio La Torre della legge 13 settembre 1982, n. 646, nota infatti con il nome di entrambi; La Torre era stato assassinato per mano di mafia nel mese di aprile del 1982 e Rognoni aveva dopo poco richiamato il generale Dalla Chiesa, che aveva nominato prefetto di Palermo con la promessa - o almeno l'aspettativa dell'ufficiale - di conferirgli poteri straordinari. La norma, che introduceva nel codice penale italiano il reato di associazione per delinquere di tipo mafioso al discusso art. 416 bis, fu approvata dal Parlamento 10 giorni dopo l'assassinio di Dalla Chiesa, che 100 giorni dopo la nomina fu freddato insieme alla giovane consorte.
Tra le riforme più significative a firma di Rognoni vi è stata la smilitarizzazione della Polizia di Stato, attuata nel 1981. Di essa pose in risalto la «organicità globale dell'Amministrazione della Pubblica Sicurezza alle dipendenze dirette dell'autorità politica, al di fuori, quindi, di ogni sospetto di corpo separato».
Terminata questa esperienza di ministro divenne presidente del gruppo parlamentare della Democrazia Cristiana alla Camera.

#### Ministro di grazia e giustizia, della difesa e ritiro
Fu ministro di grazia e giustizia nel secondo governo Craxi (dal 1º agosto 1986 al 17 aprile 1987)  e nel sesto governo Fanfani (dal 17 aprile 1987 al 29 luglio 1987) e ministro della difesa nel sesto e settimo governo Andreotti (dal 26 luglio 1990 al 28 giugno 1992).
Tra il 2 luglio 1987 e il 26 luglio presiedette la II commissione - Giustizia della Camera dei deputati
Dopo l'incarico di ministro della difesa seguirono gli anni della fine del sistema dei partiti usciti dal dopoguerra, crisi scatenata dalle inchieste di Mani pulite e dal processo per mafia a Giulio Andreotti. Rognoni subì gli effetti della rivoluzione politica degli anni novanta e, dopo l'ultima rielezione alla Camera nel 1992, terminò la sua esperienza parlamentare.

### Adesione al Partito Democratico
Nel 1994 aderì al nuovo Partito Popolare Italiano guidato da Mino Martinazzoli, ma la sua presenza nelle istituzioni di fatto si interruppe e solo nel 2002 l'ex ministro tornò alla ribalta per la sua ultima esperienza istituzionale, quella di vicepresidente del Consiglio superiore della magistratura: eletto come membro laico (con 598 voti in quota La Margherita), ne fu vicepresidente dal 2002 al 2006 (venendo eletto con 21 voti).
Terminata quest'esperienza, ha affermato di percepire come proprio partito quello Democratico. Nel 2007 Rognoni è stato scelto come uno dei dodici saggi de L'Ulivo chiamati a scrivere il manifesto del Partito democratico. Come presidente del collegio dei garanti del Partito Democratico ha affermato che «La storia dei cattolici democratici è legata, con i suoi valori, alla comprensione della laicità della politica, al gioco della libertà e al dovere della giustizia. Questa coscienza i cattolici l’hanno trovata nel Pd».
Virginio Rognoni si è spento la notte del 20 settembre 2022, più di un mese dopo aver compiuto 98 anni, presso la sua abitazione Pavese. I funerali furono celebrati il 23 settembre successivo presso la Chiesa di Santa Maria del Carmine alla presenza di numerosi esponenti politici e istituzionali, tra cui Romano Prodi, legato a Rognoni da una lunga e solida amicizia.

## Attività di rilievo
Nel periodo in cui fu a capo del dicastero della giustizia, Virginio Rognoni nominò i membri della commissione che redasse il vigente codice di procedura penale (la "commissione Pisapia"). Insediò anche una seconda commissione ("commissione Denti"), con il compito di attendere alla stesura di un disegno di legge per una riforma parziale del codice di procedura civile ("pacchetto Rognoni"). Il disegno di legge fu presentato al Senato il 5 febbraio 1987 ma decadde con lo scioglimento anticipato delle Camere nell'aprile successivo. In ogni modo fornì la base a un nuovo disegno di legge presentato nella successiva legislatura dal ministro della giustizia Giuliano Vassalli. Di questo provvedimento Rognoni fu relatore presso la Commissione giustizia della Camera dei deputati (che si riunì anche in comitato ristretto), fino alle sue dimissioni nel luglio 1990 a seguito della nomina a ministro della difesa. Il disegno di legge fu definitivamente approvato, ed è la legge 26 novembre 1990 n. 353 ("provvedimenti urgenti per il processo civile").
Rognoni è stato presidente della Commissione per i diritti umani della Presidenza del Consiglio dei ministri, presidente della Società Nazionale di amicizia Italo-Araba, presidente del Centro nazionale di prevenzione e difesa sociale (CNPDS) di Milano e del centro culturale ''Giancarlo Puecher'' di Milano e anche membro del comitato esecutivo dell'Aspen Institute.
Nel 1981 ha ricevuto in Germania Ovest la “Gran Croce al merito della Repubblica Federale di Germania” come riconoscimento per l'azione svolta nella lotta contro il terrorismo.
Nel 1989 ha pubblicato il libro "Intervista sul terrorismo", a cura di Giuseppe De Carli, nel quale in forma di intervista racconta le vicende e i retroscena che si sono addensati attorno ai fatti più clamorosi di quegli anni..

## Vita privata
Virginio Rognoni si è sposato nel 1959 con Giancarla Landriscina, deceduta nel 2016 dopo 57 anni di matrimonio, dopo aver compiuto l'ottantesimo compleanno. Con Giancarla Landriscina Rognoni ha avuto quattro figli.

## Opere giuridiche
- La condanna in futuro (1958)
- Condanna generica e provvisionale ai danni (1961)